# Hurst (West Sussex)
Hurst – osada w Anglii, w hrabstwie West Sussex, w dystrykcie Chichester. Leży 18 km na północny zachód od miasta Chichester i 81 km na południowy zachód od Londynu.